# Diogo Antônio Feijó
Diogo Antônio Feijó (São Paulo, 17 de agosto de 1784 - São Paulo, 10 de noviembre de 1843), también conocido como Regente Feijó o Padre Feijó, fue un sacerdote católico, filósofo y estadista brasileño.
Es considerado uno de los fundadores del Partido Liberal y fue adversario político de otro paulista, José Bonifácio de Andrada e Silva.

## Biografía
Nacido en São Paulo, se ordenó sacerdote en 1805 y ejerció el sacerdocio en Santana de Parnaíba, en Guaratinguetá y en Campinas. Fue profesor de historia, geografía y francés. Se estableció en Itu, dedicándose al estudio de la filosofía. En su primer cargo político fue concejal de Itu y luego fue elegido diputado por São Paulo para las Cortes Generales y Extraordinarias de Lisboa. Celoso defensor de la independencia del Brasil, abandonó la asamblea antes de la aprobación de la constitución portuguesa.
De regreso al Brasil, fue elegido diputado por su provincia natal ocupando el cargo entre 1826 y 1833, destacándose por su dura crítica al emperador Pedro I. Asimismo, ejerció por algunos meses el gobierno de la provincia de Río de Janeiro en 1832 junto con el ministerio de negocios del imperio. Tras la abdicación de Pedro I, fue designado ministro de justicia y renunció a este despacho luego de no lograr la destitución de José Bonifácio de Andrada e Silva de su cargo de tutor del aún niño Pedro II. En 1833 fue nombrado senador por la provincia de Río de Janeiro.
En 1835, logró ser elegido como "Regente Único" del Imperio tras vencer en la elección a Antônio Francisco de Paula de Holanda Cavalcanti de Albuquerque.
Desde sus primeros momentos en el cargo, Feijó se enfrentó a diversas dificultades. Entre sus oponentes se encontraban Bernardo Pereira de Vasconcelos, Honório Hermeto Carneiro Leão y Maciel Monteiro y, para hacerles frente, intentó con su grupo fundar un nuevo partido, el Progresista, sin éxito.  Sus oponentes, sin embargo, lograron fundar el Partido Regresista (formado por antiguos restauradores y liberales y que constituyó la base del futuro Partido Conservador). Feijó tampoco contaba con el apoyo de la Santa Sede ya que era partidario de acabar con el celibato sacerdotal y porque había insistido en lanzar a su amigo el padre Manuel María de Moura como candidato a Obispo de Río de Janeiro, que ya había sido rechazado por el Papa.
Con habilidad, sin embargo, su política cedió en algunos puntos, como aceptar propuestas de descentralización. Trató de satisfacer los clamores del pueblo y de las provincias sin fortalecer a los aristócratas ni al parlamento y, finalmente, actuó con rigor en el rechazo a los comerciantes y latifundistas. Aunque dependía del Congreso, no le era obediente.
Su regencia estuvo marcada por el inicio de dos de los conflictos internos más graves de Brasil: el Cabanagem, en Pará, y el Farroupilha, en Río Grande del Sur, además de otras revueltas locales.
Mal de salud, desanimado y sin la misma energía que le caracterizaba cuando estaba al frente del ministerio de justicia,  el sacerdote acabó haciéndose impopular debido a su intransigencia y, al perder el apoyo de su gran aliado Evaristo da Veiga fallecido prematuramente, Feijó no pudo formar el ministerio que deseaba y acabó dimitiendo el 19 de septiembre de 1837. 
Durante dos años se retiró de la vida pública y en 1839 fue elegido presidente del Senado. Afectado por una parálisis se retiró de vuelta a Sao Paulo. En 1842 formó parte del grupo que organizó la Revuelta Liberal de ese año siendo apresado en Sorocaba y desterrado a Vitória. Falleció en noviembre de 1843 antes de que se emitiera el fallo del proceso promovido en su contra.  Se encuentra sepultado en la Catedral metropolitana de São Paulo.